# Indriartige

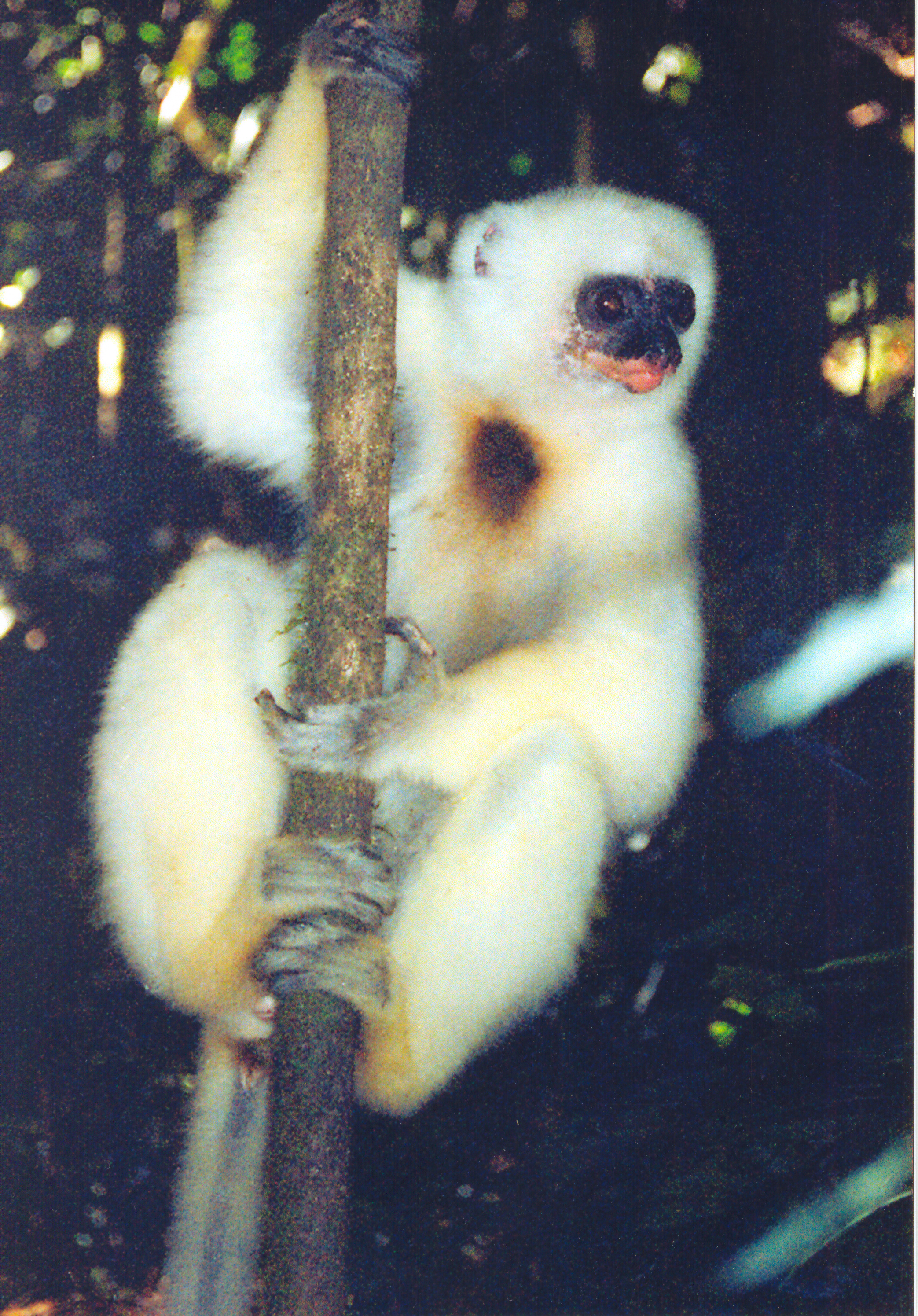
Der Seidensifaka, ein Vertreter der Sifakas

Die Indriartigen (Indriidae) sind eine Primatenfamilie aus der Gruppe der Lemuren. Sie umfassen drei lebende Gattungen – Wollmakis, Sifakas und Indris.

## Merkmale
Hinsichtlich der Körpergröße unterscheiden sich die Mitglieder dieser Familie beträchtlich. So erreichen die Wollmakis eine Kopfrumpflänge von 25 bis 30 Zentimetern und ein Gewicht von 0,6 bis 1,6 Kilogramm, während der Indri mit bis zu 90 Zentimetern Kopfrumpflänge und einem Gewicht von bis zu 10 Kilogramm der größte lebende Lemur ist. Gemeinsames Merkmal der Indriartigen ist der Verlust eines Schneidezahns pro Kieferhälfte im Unterkiefer, sodass der bei nahezu allen Lemuren vorkommende Zahnkamm nur aus vier und nicht aus sechs Zähnen gebildet wird. Die Zahnformel lautet: I2/1-C1/1-P2/2-M3/3, insgesamt also 30 Zähne. Die oberen Schneidezähne sind vergrößert, die oberen Eckzähne verlängert und scharf. Das Fell ist lang und oft weich, die Färbung reicht von weißlich über graubraun bis schwarz, einige Arten sind gemustert. In ihrem Körperbau haben sich die Gruppen an unterschiedliche Lebensweisen angepasst: die Indriinae haben stark verlängerte Hinterbeine und sind so für eine springende Fortbewegung spezialisiert. Die erste Zehe ist vergrößert, die übrigen vier Zehen sind durch eine Hautfalte verbunden und bilden so eine Einheit, die der ersten Zehe gegenübergestellt werden kann und einen festen Griff am Ast ermöglicht. Ihre Hände sind lang und dünn, und der Daumen kann den anderen Fingern nicht richtig gegenübergestellt werden. Der Schwanz ist bei den Wollmakis und Sifakas gleich lang oder länger als der Rumpf, während der Indri der einzige schwanzlose Lemur ist.

## Verbreitung
Indriartige leben wie alle Lemuren nur auf der Insel Madagaskar. Sie bewohnen sowohl die Trockenwälder der Westküste als auch die Regenwälder der Ostküste, im zentralen unbewaldeten Hochland fehlen sie allerdings.

## Lebensweise
Alle Arten der Indriinae sind Baumbewohner, die gelegentlich auch auf den Boden kommen. Sie bewegen sich im Geäst senkrecht kletternd und springend fort, am Boden hüpfen sie mit den Hinterbeinen und halten die Arme in die Höhe. Im Gegensatz zu den meisten Lemuren sind die Indriartigen tagaktiv, lediglich die Wollmakis haben sich – vermutlich sekundär – an eine nachtaktive Lebensweise angepasst. Alle Arten errichten keine Nester, sondern schlafen auf Astgabeln. Sie leben in Gruppen von zwei bis 15 Tieren, dies sind entweder Familiengruppen mit einem ausgewachsenen Paar (bei den Wollmakis) oder Gruppen aus mehreren Männchen und Weibchen sowie den gemeinsamen Jungtieren. Es sind territoriale Tiere, die Reviere werden mit Drüsensekreten und manchmal mit Lauten markiert.
Indriartige sind Pflanzenfresser, wobei Blätter häufig den Hauptbestandteil ihrer Nahrung ausmachen. In unterschiedlichem Ausmaß nehmen sie auch Früchte, Knospen, Blüten und andere Pflanzenteile zu sich. Die Zusammensetzung der Nahrung kann auch nach Lebensraum und Jahreszeit stark variieren. Gelegentlich fressen sie am Boden Erde, dies kann dazu dienen, sie mit Spurenelementen zu versorgen oder die in den Blättern enthaltenen Giftstoffe zu neutralisieren. Wie viele andere blätterfressende Säugetiere gleichen sie den niedrigen Nährwert ihrer Nahrung mit langen Ruhepausen aus.
Weibchen und Männchen leben meist in langjährigen monogamen Beziehungen. Meistens am Ende der Trockenzeit kommt nach vier- bis fünfmonatiger Tragzeit meist ein einzelnes Jungtier zur Welt. Dieses wächst im Gegensatz zu vielen anderen Lemuren nicht in einem Nest auf, sondern wird von der Mutter zunächst am Bauch und später auf ihrem Rücken getragen. Nach einigen Monaten wird es entwöhnt, bleibt aber noch einige Zeit in seiner Geburtsgruppe.

## Gefährdung
Viele Arten sind in ihrem Bestand bedroht. Die Gründe dafür liegen zum einen in der Zerstörung ihres Lebensraums durch Brandrodungen, Abholzungen, Holzkohleerzeugung oder Bergbau, zum anderen in der Bejagung. Einige Arten wie der Indri waren zwar aus Tabugründen vor der Bejagung geschützt, durch Umsiedlungen und Verlust der Traditionen fällt dieser Schutz jedoch immer mehr weg.

## Systematik
Die Indriartigen werden in die Teilordnung der Lemuren (Lemuriformes) eingeordnet, ihre Schwestergruppe sind vermutlich die Gewöhnlichen Makis.
Sie werden in drei Gattungen eingeteilt.
- Wollmakis (Avahi)
  - Westlicher Wollmaki (Avahi occidentalis)
  - Nordwestlicher Wollmaki oder Sambirano-Wollmaki (Avahi unicolor)
  - Cleese-Wollmaki (Avahi cleesei)
  - Östlicher Wollmaki (Avahi laniger)
  - Moore-Wollmaki (Avahi mooreorum)
  - Betsileo-Wollmaki (Avahi betsileo)
  - Peyrieras-Wollmaki (Avahi peyrierasi)
  - Ramanantsoavana-Wollmaki (Avahi ramanantsoavani)
  - Südlicher Wollmaki (Avahi meridionalis)
- Sifakas (Propithecus)
  - Seidensifaka (Propithecus candidus)
  - Diademsifaka (Propithecus diadema)
  - Edwards-Sifaka (Propithecus edwardsi)
  - Perrier-Sifaka (Propithecus perrieri)
  - Coquerel-Sifaka (Propithecus coquereli)
  - Von-der-Decken-Sifaka (Propithecus deckenii)
  - Kronensifaka (Propithecus coronatus)
  - Larvensifaka (Propithecus verreauxi)
  - Goldkronensifaka oder Tattersall-Sifaka (Propithecus tattersalli)
- Indri
  - Indri (Indri indri)

Die ausgestorbenen Palaeopropithecidae („Faultier-Lemuren“) und Archaeolemuridae („Pavian-Lemuren“), die in Walker’s Mammals of the World noch als Unterfamilien der Indriartigen geführt werden, gelten heute als eigenständige Familien.
Innerhalb der Indriartigen bilden die Wollmakis die Schwestergruppe eines gemeinsamen Taxons aus Sifakas und Indri.